# Pamela (prénom)
Pour les articles homonymes, voir Pamela.
Pamela est un prénom féminin.

## Étymologie
Pamela est issu du grec πᾶν (pân) et μέλι (mèli), signifiant tout en miel
.
Ce prénom est créé au XVIe siècle par le poète anglais Philip Sidney pour un de ses personnages dans Arcadia. Il est repris au XVIIIe siècle par Samuel Richardson pour son roman à succès Paméla ou la Vertu récompensée qui popularise le prénom. Il est porté surtout aux États-Unis. Il a été francisé avec l'orthographe « Paméla ».

## Personnes portant ce prénom
- Pour voir tous les articles concernant les personnes portant ce prénom, consulter les pages commençant par Pamela et Paméla.

- Pamela Anderson
- Pamela Harriman
- Pamela Salem